# Csupor de Monoszló
Csupor de Monoszló ou Ciubăr Vodă est voïvode de Moldavie en 1448. C'est un noble transylvain originaire de Croatie, commandant des troupes du voïvode transylvain Ioan de Hunedoara. La monarchie étant élective dans les principautés roumaines (comme en Hongrie et Pologne voisines), le prince (voïvode, hospodar ou domnitor selon les époques et les sources) était élu par et parmi les boyards et, pour être nommé, régner et se maintenir, s'appuyait fréquemment sur les puissances voisines, hongroise, polonaise ou ottomane.

## Un prince à l'origine incertaine
Prince absent des sources contemporaines, Csupor de Monoszló est mentionné par le chroniqueur Grigore Ureche comme domnitor de Moldavie pendant environ deux mois après Pierre III Mușat.
Cuspor se prénommait Pierre, un autre membre de sa famille Nicholas Csupor de Monoszló est co-voïvode de Transylvanie (1468–1472), pendant qu'un dernier Démètre Csupor de Monoszló est évêque de Zagreb de 1458 à 1466 puis de Győr de 1467 à 1480.    
Il semble qu'il se soit agi d'un beau-frère de Ioan de Hunedoara dont il avait épousé une sœur, et qu'il n'ait pas été voïvode (pour cela, il eût fallu qu'il fût élu par les boyards moldaves) mais seulement gouverneur de la Moldavie pour le compte de Ioan de Hunedoara, pendant sa brève occupation du pays.
Toutefois selon Nicolas Iorga, qui place son règne en 1450, les boyards moldaves n'auraient jamais accepté un catholique et un hongrois transylvain comme souverain, et « Ciubăr Vodă » (son nom roumain) aurait bien été voïvode, parce qu'il aurait été de la famille d'Alexandre le Bon (famille des Bogdanești), mais cette opinion n'a pas été adoptée par l'historiographie roumaine contemporaine.
Quoi qu'il en soit, son nom n'est pas unique dans les annales du pays et ce nom a donné les toponymes de Ciopel, Ciopor, Ciopăr et Ciubărciu (aujourd'hui Cioburciu en République de Moldavie).